# Oebisfelde-Weferlingen
Oebisfelde-Weferlingen är en stad i Landkreis Börde i Sachsen-Anhalt i Tyskland. Den bildades 1 januari 2010 genom sammanslagning av de dåvarande kommunerna Bösdorf, Döhren, Eickendorf, Eschenrode, Etingen, Hödingen, Hörsingen, Kathendorf, Oebisfelde, Rätzlingen, Schwanefeld, Seggerde, Siestedt, Walbeck och Weferlingen.